# Конотопські статті
Коното́пські статті́ (англ. Konotopic articles) — договір між Військом Запорозьким і Московським царством, підписаний 17 червня 1672 у Козачій Діброві поблизу Конотопа (тепер Сумська область, Україна). Договір визначав основні принципи відносин між козацькою автономією Гетьманщини та Московською державою.

## Підписання
Статті укладені після обрання на загальній козацькій раді гетьманом Лівобережної України Івана Самойловича. При підписанні статей було присутнє московське посольство на чолі з Григорієм Ромодановським, архієпископ Чернігівський і Новгород-Сіверський Лазар Баранович, генеральна і полкова старшина Війська Запорозького, 4 тисячі козацького війська і делегація ніжинських міщан.
Конотопські статті були складені на основі Глухівських статей 1669 року. До нового договору додавалося 10 статей, які обмежували автономію Війська Запорозького.
Цікавим є те, що Конотопські статті забороняли гетьману без відома царської влади та всього Запорозького війська вступати в листування або переговори з іноземними монархами, зокрема з гетьманом Петром Дорошенком.  Це обмеження суттєво впливало на зовнішню політику Гетьманщини. ￼ ￼
Після підписання Конотопських статей на конотопські землі почали переселятися вихідці з Правобережної України, такі як Кандиби, Лизогуби, Радичі, Харевичі.  Це сприяло розвитку регіону та зміцненню його соціально-економічного потенціалу. ￼

## Загальний зміст статей
1. Про підданство Запорозького війська.
2. Про мир з Короною Польською і про Київ.
3. Щоб гетьман без відома всього війська нікого не судив і не карав.
4. Щоб гетьман без відома царської величності та всього Запорозького війська ні про що не листувався з жодним стороннім монархом і з гетьманом Дорошенком та не чинив усних вмовлянь.
5. Про розмову польських послів у Москві, що гетьман Дем'ян Ігнатов наїжджав на численні міста у Мстиславському воєводстві по річку Сож.
6. Про Дорошенкову зраду польському королю і щоб йому не допомагали.
7. Про служивих і всіляких людей, що втікають з Великої Росії в Малу Росію, щоб їх не приймати, а прийнятих раніше щоб висилати назад.
8. Про повноважних послів і комісарів московських і польських чи якихось інших, щоб при тих договорах і комісіях бути послам Запорозького війська.
9. Про нову розкуту (земляний вал) в Чернігові й про нову греблю на річці Стрижі, щоб обидві були знесені.
10. Про тисячний охоцький полк компанійців Новицького, щоб його не було.

Статті урізали політичні права гетьманського уряду, особливо в галузі зовнішньої політики. Новообраному гетьману заборонялось без царського указу й старшинської ради висилати посольства до іноземних держав і, особливо, підтримувати відносини з правобережним гетьманом Петром Дорошенком. Козацькі посли не мали права брати участь у переговорах з представниками уряду Речі Посполитої у Москві в справах, які стосувалися Війська Запорізького. Лівобережним полкам заборонялося надавати військову допомогу Петру Дорошенку в його боротьбі проти Речі Посполитої.
За Конотопськими статтями гетьманська виконавча вертикаль була ослаблена. Гетьман не мав права позбавити старшину урядів і посад або покарати без згоди старшинської ради чи вироку військового суду. Скасувавши компанійські полки як реальну військову силу, на яку міг опертися гетьман, статті обмежили його виконавчу владу на користь старшин, а також створили передумови для посилення впливів московського уряду на території Гетьманщини.
Загальний зміст Конотопських статей передбачав:
Підтвердження підданства Запорозького війська Московському царству.
Заборону гетьману без відома царської влади та всього Запорозького війська вступати в листування або переговори з іноземними монархами, зокрема з гетьманом Петром Дорошенком 
Обмеження гетьманської влади, зокрема заборону гетьману без відома всього війська судити та карати. ￼